# Ère Hōei
L'ère Hōei (en japonais : 宝永) est une des ères du Japon (年号, nengō, littéralement « le nom de l'année ») suivant l'ère Genroku et précédant l'ère Shōtoku s'étendant de 1704 à 1711. Les empereurs régnants sont Higashiyama-tennō (東山天皇) et Nakamikado-tennō (中御門天皇).

## Changement de l'ère
- 1704 Hōei gannen (宝永元年?) : En réaction au grand séisme Genroku de 1703 (en) en Genroku 16, le nom de l'ère est changé en Hōei (« Prospérité éternelle »). L'ère précédente se termine et la nouvelle commence en Genroku 17, le 13e jour du 3e mois.

## Événements de l'ère Hōei
- Hōei gannen (宝永元年) ou Hōei 1, le 7 août 1704) : Une partie de la ville de Edo est submergée par une inondation[1].
- Hōei 2 (1705) : On rétablit le temple du Daibutsu à Nara[2].
- Hōei gannen ou Hōei 4, le 14e jour de la 10e lune (7 novembre 1707) : La ville d'Osaka souffre beaucoup d'un tremblement de terre très violent[3].

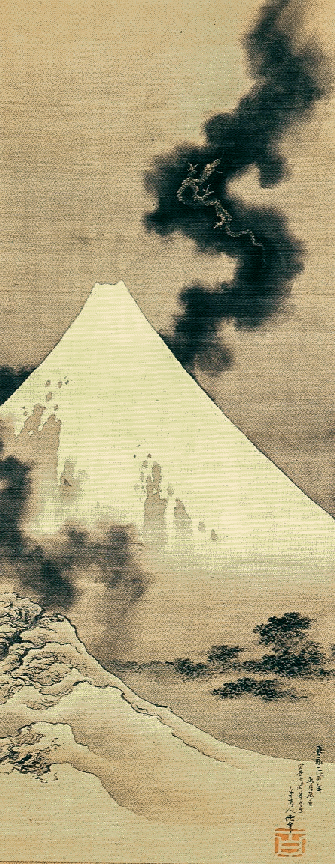
L'une des 36 vues du mont Fuji de Hokusai

- Hōei 4, le 22e jour de la 10e lune (16 décembre 1707) : l'éruption du mont Fuji de l'ère Hōei commence, dont les cendres tombent comme une pluie dans les provinces de Suruga, de Kai, de Sagami, de  Musashi et de d'Izu[4],[5].
- Hōei 5, le 8e de la 3e lune (17 avril 1709): Il y a eu un grand incendie à Miyako[6].
- Hōei 6, le 10e jour de la 1re lune (19 février 1709): L'épouse du Shogun Tokugawa Tsunayoshi le tua à coups de poignard et se perça ensuite le cœur. Ce dictateur, adonné au vice contre nature et n'ayant pas d'enfants, avait jeté les yeux sur un des fils du daimyo de Kai pour l'adopter et pour en faire son successeur. L'épouse du shogun, qui était une des filles du l'empereur, prévoyant que ce choix révolterait tous les grands du Japon, et qu'il était à craindre qu'il ne s'ensuivît une révolution dans l'empire, mit tout en œuvre pour le dissuader de sa résolution. Ce ne fut que quand elle vit que ses représentations étaient vaines qu'elle le sacrifia à la tranquillité menacée de l'empire. C'est pour cette raison que la mémoire de cette princesse est encore aujourd'hui révérée dans tout le Japon[7].
- Hōei 6, le 4e mois (mai 1709): Minamoto-no Tokugawa Ienobu, neveu de Tsunayoshi, lui succède comme shogun[8].

- Hōei 6, le 2e jour de la 7e lune (7 août 1709) : L'empereur démissionne[9].
- Hōei 6 (1710): L'emperor Nakimikado accède au trône[10].
- Hōei 6, le 17e jour de la 12e mois (16 janvier 1710) : L'empereur meurt[11].